# سانشيرو
سانشيرو (باليابانية: プラレス３四郎) مسلسل أنمي عرض سنة 1983 في كل من اليابان وهونغ كونغ والشرق الأوسط واليونان.

## القصة
القصة تدور حول كنشيرو سوغاتا وهو والد سانشيرو كان يملك مركز للأجهزة الإلكترونية واستطاع أن يخترع جهازاً يسمى «العقل الحي» حيث يستطيع من فقد أي عضو حسي استعماله لتغطية العيب الذي فيه. سمع بذلك «الاتحاد الدولي للدمى الإلكترونية»؛ فقاموا بقتل والد سانشيرو وأخذ الجهاز لاستخدامه في تصنيع دمىً للسيطرة على العالم. وبعد ثلاث سنوات من وفاته؛ ظهر سانشيرو وقرر الاشتراك في مصارعة الدمى بدمية أسماها «جومارو» كان قد اخترعها والده، فخشي الاتحاد أن سانشيرو قد يكشفهم فبدأوا بوضع الكثير من العقبات والمكائد أمامه، ولكن هذا كله لم يثن سانشيرو فواصل التحدي ليتوج أخيرا بـ «كأس اليابان» وبعدها «كأس آسيا» وأخيراً «كأس العالم» في مصارعة الدمى الإليكترونية.

## الشخصيات
- سانشيرو سوغاتا
- شينوقو كروزاكي
- شيلا ميستي
- الدكتور وورمر
- ناريتا شينوبو

## ترتيب الحلقات
عدد الحلقات الأصلية 37 حلقة؛ وعدد ما تم دبلجته إلى العربية 26 حلقة، وعناوينها كالتالي:
| #  | تاريخ العرض    | عنوان الحلقات باللغة العربية                | عنوان الحلقات باللغة اليابانية                    |
| -- | -------------- | ------------------------------------------- | ------------------------------------------------- |
| 1  | 5 يونيو 1983   | سانشيرو يتحدى بطل اليابان                   | !!柔王丸・これがプラレスだ                        |
| 2  | 12 يونيو 1983  | جومارو وساقهُ المقطوعة                       | デスマッチ・黒崎VS3四郎!!                         |
| 3  | 19 يونيو 1983  | ساساموتو (صاحب الدمية وحش)                  | ザ・魔神 パワーアタック!!                         |
| 4  | 26 يونيو 1983  | بطل يوم الأحد                               | 受けてみろ 火の玉チャレンジ                       |
| 5  | 3 يوليو 1983   | برغشة                                       | あぶない!3四郎危機一髪!!                          |
| 6  | 10 يوليو 1983  | الفتاة المخادعة ماغي (صاحبة دمية بومبا كرز) | ついに出た!女子プラレスラー!!                     |
| 7  | 17 يوليو 1983  | اختبار الاتحاد لجومارو                      | 暗殺者鉄仮面!?死の子守唄!!                        |
| 8  | 24 يوليو 1983  | ِقطع جومارو الجديدة                          | ライバルを倒せ!!成田VS3四郎!!                     |
| 9  | 31 يوليو 1983  | كأس الإقليم                                 | 復讐のマッドハリケーン!!立て柔王丸!!              |
| 10 | 7 أغسطس 1983   | فتى الهاواي                                 | 激突!!スケボーキッド ハワイからのチャレンジャー!! |
| 11 | 14 أغسطس 1983  | مصارع الثيران الإسباني                      | 必殺のマタドール!怒れ柔王丸!!                     |
| 12 | 21 أغسطس 1983  | المعركة داخل الكنيسة                        | 殺しのスターダスト!狙われた柔王丸!!               |
| 13 | 28 أغسطس 1983  | ما سر صاحبة النظارات السوداء؟               | プラレスウォーズ!チャンプをめざせ柔王丸!!         |
| 14 | 4 سبتمبر 1983  | كأس آسيا                                    | 宿命のライバル!激闘柔王丸!!                       |
| 15 | 11 سبتمبر 1983 | رجل الكونغ فو                               | 強敵出現!カンフーVS柔王丸!!                       |
| 16 | 18 سبتمبر 1983 | والد شوتا                                   | 決闘ジオラマシティー!柔王丸2対1!!                 |
| 17 | 25 سبتمبر 1983 | فتاة الجمباز                                | 華麗なるチャレンジャー!柔王丸獣の舞!!             |
| 18 | 2 أكتوبر 1983  | بيق بورن (الجزء الأول)                      | ハイウェイバトル!決死の柔王丸!!                   |
| 19 | 9 أكتوبر 1983  | بيق بورن (الجزء الثاني)                     | 新たなる夜明け!甦れ柔王丸!!                       |
| 20 | 16 أكتوبر 1983 | بيق بورن (الجزء الثالث)                     | ハート&マシーン!!柔王丸!遥かなる道!               |
| 21 | 23 أكتوبر 1983 | عاِلم الفضاء                                 | スペースシャトルの罠!宇宙に翔べ柔王丸!!           |
| 22 | 30 أكتوبر 1983 | دمية كروزاكي الجديدة (إعصار المحيط)         | 黒崎執念の挑戦!生き残れるか柔王丸!!               |
| 23 | 6 نوفمبر 1983  | يوجا الهندي                                 | プラレス大戦争!アジアに輝け柔王丸!!               |
| 24 | 13 نوفمبر 1983 | اختطاف ارجوحى                               | 処刑の塔!柔王丸怒りをこめて戦え!!                 |
| 25 | 27 نوفمبر 1983 | مدينة الملاهي                               | アメリカから来たチャンプ!柔王丸明日への旅立ち!!   |
| 26 | 4 ديسمبر 1983  | سانشيرو في أمريكا                           | 柔王丸!真昼のウエスタンファイト!!                 |
| 27 | 11 ديسمبر 1983 | رجل الكابوي                                 | 柔王丸!明日に向かって走れ!!                       |
| 28 | 18 ديسمبر 1983 | دمية للتجسس                                 | 悪魔の夜!柔王丸,闇を裂け!!                        |
| 29 | 25 ديسمبر 1983 | الساحر                                      | 死のステージ!目覚めよ!柔王丸!!                    |
| 30 | 8 يناير 1984   | تضحية كروزاكي                               | 柔王丸!明日への誓い!!                             |
| 31 | 15 يناير 1984  | كأس العالم                                  | 柔王丸!燃えるプラレス魂!!                         |
| 32 | 22 يناير 1984  | المدينة المقطوعة                            | 頭上の敵機!跳べ柔王丸!!                           |
| 33 | 29 يناير 1984  | شريط الفيديو                                | これが脳波誘導だ!走れ柔王丸!!                     |
| 34 | 5 فبراير 1984  | العودة إلى اليابان                          | 柔王丸!チャンプへの道!!                           |
| 35 | 12 فبراير 1984 | الاحتفال الكبير                             | 柔王丸!世界が変わる日だ!!                         |
| 36 | 19 فبراير 1984 | دوري الأصدقاء                               | 柔王丸!プラレスよ永遠に!!                         |
| 37 | 26 فبراير 1984 | الملعب المهجور                              | 柔王丸!希望の戦士!!                               |

## أغنية المقدمة
لحن أغنية المقدمة باللغة العربية وكلماتها تختلف تماما عن أغنية المقدمة اليابانية الأصلية، وهذه هي كلمات الأغنية العربية:
سانشيرو بطل مغوار.. سانشيرو
أحببناه صغاراً وكبار.. سانشيرو
أحب العِلْمَ فتعلم..
و اخترع دُميته جومارو..
و راح يعمل ليل نهار..
من أجل الخير.. ولفعل الخير..
و يحارب الأشرار
هلا يا هلا بسانشيرو البطل المغوار
تعالوا تعالوا نشاهده هيا يا صغار
هلا يا هلا بسانشيرو البطل المغوار
تعالوا تعالوا نشاهده هيا يا صغار
بطل مغوار
أحببناه صغاراً وكبار

## وصلات خارجية
- سانشيرو على موقع IMDb (الإنجليزية)
- سانشيرو على موقع قاعدة بيانات الفيلم (الإنجليزية)
- سانشيرو على موقع ANN anime (الإنجليزية)